# 2009 BK103
2009 BK103 (inne oznaczenie K09BA3K) – planetoida należąca do zewnętrznej części głównego pasa planetoid, odkryta w styczniu 2009 roku przez uczniów Artura Stankiewicza, Paulę Dmochowską oraz Mateusza Wojciechowskiego pracujących pod opieką Klemensa Baranowskiego, nauczyciela fizyki w olsztyńskim I Liceum Ogólnokształcącego im. Adama Mickiewicza w ramach programu poszukiwania planetoid przygotowanego przez International Astronomical Search Collaboration (IASC).